# Guilleminea illecebroides
Guilleminea illecebroides är en amarantväxtart som beskrevs av Carl Sigismund Kunth. Guilleminea illecebroides ingår i släktet Guilleminea och familjen amarantväxter. Inga underarter finns listade i Catalogue of Life.